# Nandus burmański
Nandus burmański (Nandus nandus) – gatunek ryby z rodziny wielocierniowatych (Nandidae). Jest to ryba słodkowodna, czasem spotykana w akwarystyce.

## Występowanie
Gatunek ten występuje w południowej Azji, od Pakistanu do Tajlandię. Preferuje wody ciepłe, o temperaturze 22–26 °C i pH o wartości 6,5–7,5.

## Charakterystyka
Maksymalnie może osiągnąć 20 centymetrów, zazwyczaj jest to jednak około 10 centymetrów. Żywi się owadami wodnymi i innymi rybami. Często można je spotkać w rowach i na zalanych polach.